# Mimosa acerba
Mimosa acerba är en ärtväxtart som beskrevs av George Bentham. Mimosa acerba ingår i släktet mimosor, och familjen ärtväxter.

## Underarter
Arten delas in i följande underarter:
- M. a. acerba
- M. a. asperrimoides
- M. a. latifolia
- M. a. strigosa